# You Want Love (Maria, Maria...)
"You Want Love (Maria, Maria...)" is een nummer van het Duitse duo Mixed Emotions. Het verscheen op hun debuutalbum Deep from the Heart uit 1987. In september 1986 werd het uitgebracht als de eerste single van het duo.

## Achtergrond
"You Want Love (Maria, Maria...)" is geschreven en geproduceerd door groepslid Drafi Deutscher. Op de single wordt de titel ook wel aangegeven als "You Want Love (You Gotta Come Back Brown Eye)". In de tekst van het lied bezingt de zanger zijn geliefde Maria, van wie hij ziet dat zij zijn liefde hard nodig heeft.
"You Want Love (Maria, Maria...)" werd opgenomen in de Studio N in Keulen en de Chameleon Recording Studios in Hamburg. Deutscher gaf het in eerste instantie aan zijn platenmaatschappij EMI Music zodat het door een andere artiest kon worden opgenomen, maar hij besloot later om het zelf als duet met zanger Oliver Simon onder de groepsnaam Mixed Emotions uit te brengen.
"You Want Love (Maria, Maria...)" werd een grote hit in Europa. In thuisland Duitsland bereikte het de vierde plaats; in andere Duitstalige landen was het succes nog groter, met een derde plaats in Zwitserland en een eerste plaats in Oostenrijk. Ook in onder meer Noorwegen en Zweden kwam het in de top 10 terecht. In Nederland werd het een nummer 1-hit in zowel de Top 40 als de Nationale Hitparade Top 100, terwijl in Vlaanderen de tweede plaats in een voorloper van de Ultratop 50 werd gehaald.
In 1987 bracht Andreas Martin een Duitstalige cover van "You Want Love (Maria, Maria...)" uit onder de titel "Du bist alles (Maria, Maria)", die in Duitsland tot plaats 28 in de hitlijsten kwam.

## Hitnoteringen

### Nederlandse Top 40
| Hitnotering: 02-05-1987 t/m 01-08-1987 | Hitnotering: 02-05-1987 t/m 01-08-1987 | Hitnotering: 02-05-1987 t/m 01-08-1987 | Hitnotering: 02-05-1987 t/m 01-08-1987 | Hitnotering: 02-05-1987 t/m 01-08-1987 | Hitnotering: 02-05-1987 t/m 01-08-1987 | Hitnotering: 02-05-1987 t/m 01-08-1987 | Hitnotering: 02-05-1987 t/m 01-08-1987 | Hitnotering: 02-05-1987 t/m 01-08-1987 | Hitnotering: 02-05-1987 t/m 01-08-1987 | Hitnotering: 02-05-1987 t/m 01-08-1987 | Hitnotering: 02-05-1987 t/m 01-08-1987 | Hitnotering: 02-05-1987 t/m 01-08-1987 | Hitnotering: 02-05-1987 t/m 01-08-1987 | Hitnotering: 02-05-1987 t/m 01-08-1987 | Hitnotering: 02-05-1987 t/m 01-08-1987 |
| Week                                   | 1                                      | 2                                      | 3                                      | 4                                      | 5                                      | 6                                      | 7                                      | 8                                      | 9                                      | 10                                     | 11                                     | 12                                     | 13                                     | 14                                     |                                        |
| -------------------------------------- | -------------------------------------- | -------------------------------------- | -------------------------------------- | -------------------------------------- | -------------------------------------- | -------------------------------------- | -------------------------------------- | -------------------------------------- | -------------------------------------- | -------------------------------------- | -------------------------------------- | -------------------------------------- | -------------------------------------- | -------------------------------------- | -------------------------------------- |
| Nummer                                 | 31                                     | 15                                     | 10                                     | 3                                      | 2                                      | 1                                      | 1                                      | 2                                      | 2                                      | 3                                      | 8                                      | 14                                     | 25                                     | 38                                     | uit                                    |

### Nationale Hitparade
| Hitnotering: 18-04-1987 t/m 22-08-1987 | Hitnotering: 18-04-1987 t/m 22-08-1987 | Hitnotering: 18-04-1987 t/m 22-08-1987 | Hitnotering: 18-04-1987 t/m 22-08-1987 | Hitnotering: 18-04-1987 t/m 22-08-1987 | Hitnotering: 18-04-1987 t/m 22-08-1987 | Hitnotering: 18-04-1987 t/m 22-08-1987 | Hitnotering: 18-04-1987 t/m 22-08-1987 | Hitnotering: 18-04-1987 t/m 22-08-1987 | Hitnotering: 18-04-1987 t/m 22-08-1987 | Hitnotering: 18-04-1987 t/m 22-08-1987 | Hitnotering: 18-04-1987 t/m 22-08-1987 | Hitnotering: 18-04-1987 t/m 22-08-1987 | Hitnotering: 18-04-1987 t/m 22-08-1987 | Hitnotering: 18-04-1987 t/m 22-08-1987 | Hitnotering: 18-04-1987 t/m 22-08-1987 | Hitnotering: 18-04-1987 t/m 22-08-1987 | Hitnotering: 18-04-1987 t/m 22-08-1987 | Hitnotering: 18-04-1987 t/m 22-08-1987 | Hitnotering: 18-04-1987 t/m 22-08-1987 | Hitnotering: 18-04-1987 t/m 22-08-1987 |
| Week                                   | 1                                      | 2                                      | 3                                      | 4                                      | 5                                      | 6                                      | 7                                      | 8                                      | 9                                      | 10                                     | 11                                     | 12                                     | 13                                     | 14                                     | 15                                     | 16                                     | 17                                     | 18                                     | 19                                     |                                        |
| -------------------------------------- | -------------------------------------- | -------------------------------------- | -------------------------------------- | -------------------------------------- | -------------------------------------- | -------------------------------------- | -------------------------------------- | -------------------------------------- | -------------------------------------- | -------------------------------------- | -------------------------------------- | -------------------------------------- | -------------------------------------- | -------------------------------------- | -------------------------------------- | -------------------------------------- | -------------------------------------- | -------------------------------------- | -------------------------------------- | -------------------------------------- |
| Nummer                                 | 94                                     | 76                                     | 17                                     | 7                                      | 2                                      | 2                                      | 2                                      | 1                                      | 1                                      | 2                                      | 3                                      | 3                                      | 5                                      | 17                                     | 28                                     | 34                                     | 45                                     | 74                                     | 95                                     | uit                                    |